# Liste argentinischer Metalbands
Die Liste argentinischer Metalbands zählt namhafte argentinische Musikgruppen aus dem Genre Metal auf. Hard-Rock-Bands werden nur in die Liste aufgenommen, insofern sie auch Metal spielen.

## Liste
| Name                  | Gründung   | Auflösung | Herkunft     | Genre(s)                                                               | Anmerkungen          |
| --------------------- | ---------- | --------- | ------------ | ---------------------------------------------------------------------- | -------------------- |
| Almafuerte            | 1995       | 2016      | Buenos Aires | Heavy Metal                                                            |                      |
| A.N.I.M.A.L.          | 1993       | 2006      | Buenos Aires | Groove Metal, Hardcore Punk, Nu Metal                                  |                      |
| Bloodparade           | 2003       |           | Buenos Aires | Alternative Metal                                                      |                      |
| Carajo                | 2001       | 2020      | Buenos Aires | Groove Metal, Alternative Metal, Punkrock, Metalcore, Alternative Rock |                      |
| Coralies              | 2008       |           | Buenos Aires | Metalcore, Mathcore                                                    |                      |
| Dar Sangre            | 2004       |           | Buenos Aires | Metalcore, Deathcore                                                   |                      |
| Deny                  | 2007       | 2019      | Buenos Aires | Post-Hardcore, Screamo, Trancecore, Metalcore                          |                      |
| D-Mente               | 2006       | 2014      |              | Groove Metal                                                           |                      |
| En Nuestros Corazones | 2010       |           | Buenos Aires | Post-Hardcore, Metalcore                                               |                      |
| Funeris               | 2014       |           | Lima         | Funeral Doom                                                           |                      |
| Fungoid Stream        | 2003       |           | Buenos Aires | Funeral Doom                                                           |                      |
| Gauchos de Acero      | 2005       |           | Salta        | Heavy Metal                                                            |                      |
| Helker                | 1998       |           | Buenos Aires | Power Metal                                                            |                      |
| Hermética             | 1987       | 1994      | Buenos Aires | Thrash Metal                                                           |                      |
| Horcas                | 1986       |           | Buenos Aires | Heavy Metal, Thrash Metal, Groove Metal                                |                      |
| Kyrie Eleison         | 1998       |           |              | Power Metal, Symphonic Metal                                           |                      |
| Lethal                | 1988, 2007 | 2000      |              | Thrash Metal, Speed Metal, Groove Metal                                | als Legión gegründet |
| Melian                | 2008       |           | Buenos Aires | Metalcore, Post-Hardcore, Screamo                                      |                      |
| Mi Ultima Solucion    | 2011       |           | Palermo      | Pop-Punk, Metalcore                                                    |                      |
| Minoría Activa        | 1991       |           | Buenos Aires | Metalcore, Hardcore                                                    |                      |
| Mostomalta            | 1998       |           | Mendoza      | Metalcore, Hardcore, Melodic Death Metal                               |                      |
| Nueva Ética           | 1998       |           | Buenos Aires | Metalcore, Hardcore-Punk, Thrash Metal                                 |                      |
| Qhwertt               | 2005       |           | Buenos Aires | Drone Doom, Funeral Doom                                               |                      |
| Rata Blanca           | 1985, 2000 | 1998      |              | Hard Rock, Heavy Metal                                                 |                      |
| Triddana              | 2011       |           | Buenos Aires | Folk Rock, Folk Metal, Celtic Metal, Power Metal, Heavy Metal          |                      |
| V8                    | 1979       | 1987      |              | Heavy Metal, Speed Metal                                               |                      |